# ميلوس راديفويفيتش
ميلوس راديفويفيتش (بالصربية: Милош Радивојевић)‏ هو لاعب كرة قدم صربي في مركز الدفاع، ولد في 5 أبريل 1990 في بلغراد في صربيا. لعب مع نادي فودوفاك ‏.

## وصلات خارجية
- ميلوس راديفويفيتش على موقع قاعدة بيانات كرة القدم.إي يو (الإنجليزية)
- ميلوس راديفويفيتش على موقع Soccerbase.com (لاعب) (الإنجليزية)
- ميلوس راديفويفيتش على موقع Soccerway.com (الإنجليزية)
- ميلوس راديفويفيتش على موقع عالم كرة القدم.نت (الإنجليزية)